# 12 Cassiopeiae
12 Cassiopeiae är en blåvit jättestjärna i stjärnbilden Cassiopeja. Stjärnan har visuell magnitud +5,38 och är således synlig vid god seeing. 12 Cas befinner sig på ett avstånd av ungefär 700 ljusår.